# Peter Farmer (scenografo)
Peter Farmer (Luton, 3 novembre 1936 – Worthing, 1º gennaio 2017) è stato uno scenografo britannico.

## Biografia
Nato e cresciuto in Inghilterra, Peter Farmer studiò arte e cominciò a lavorare come scenografo teatrale verso la fine degli anni cinquanta. Nel 1966 fece il suo debutto nel mondo del balletto disegnando le scenografie per un allestimento di Giselle per il Balletto di Stoccarda. Da allora si dedicò quasi esclusivamente al balletto e lavorò prevalentemente con il Royal Ballet e il Birmingham Royal Ballet. Per il Covent Garden disegnò le scenografie di Giselle (1971) e La bella addormentata (1973).
Altri allestimenti notevoli scenografati da Farmer includono Lo schiaccianoci per il Balletto dell'Opera di Roma, Il lago dei cigni per l'English National Ballet, La Bayadère per l'Australian Ballet e La Sylphide per il Teatro Bol'šoj e il Teatro dell'Opera di Roma. Particolarmente apprezzate furono le sue scenografie per il Manon di Kenneth MacMillan, tanto da essere state usate dall'American Ballet Theatre, al Teatro Mariinskij, National Ballet of Canada e lo Houston Ballet. Nel 2010 ha vinto il Prix Benois de la Danse alla carriera.